# Grande Mogul

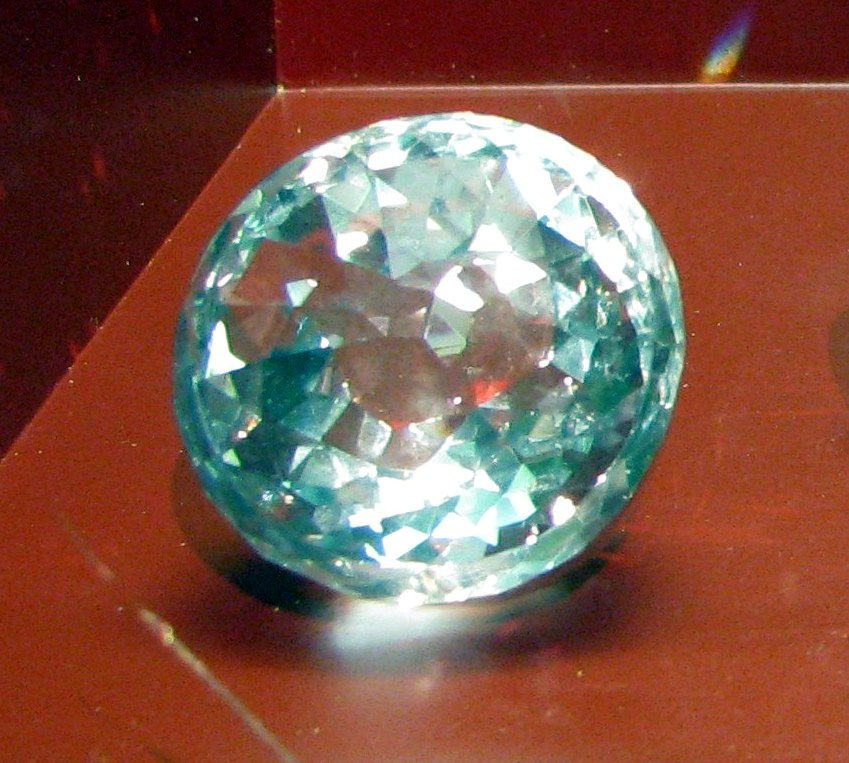
O famoso diamante.

O grande Mogul é o nome dado a um diamante lapidado, em homenagem ao Shah Jahan, que construiu o Taj Mahal. Quando bruto, seu peso foi de cerca de 793 quilates, e está desaparecido desde o século XVII.